# Herpangina
A herpangina heveny, lázas, vírusos fertőző betegség, a garat hólyagos elváltozásai jellemzik.
Elsősorban kisgyermekek betegsége, de felnőtteken is előfordul. Világszerte elterjedt, a melegebb időszakokban jellemzőbb. A nemek közti arány 1:1-hez.
A coxsackie-A csoport tagjai okozzák.

## Klinikum
A lappangási idő 2-9 nap, ezután hirtelen 39-40 °C-ra felszökő lázzal jelentkezik. Étvágytalanság, hányinger, hányás, hasi fájdalmak kísérik.
Az első garatíven, a  lágy szájpad hátsó részén, a hátsó garatfalon, esetleg a tonsillákon 1-2 mm átmérőjű, vörös udvarral körülvett, szürkésfehér hólyagocskák láthatóak, amelyek kis időn belül kifekélyesednek.
Terápiás eljárás nem áll rendelkezésre, a tünetek 4-5 nap múlva elmúlnak.

## Diagnózis
A jellegzetes klinikai kép miatt rendszerint felesleges a laboratóriumi vizsgálat. 
A nem fertőző afta, a száj- és körömfájás és a gingivostomatitis herpetica szintén hasonló hólyagokat okoz. Az utóbbi esetén a fájdalmas hólyagok szájüregben mindenhol kialakulnak és összefolyásra alkalmasak.

## Külső hivatkozások
- Kempelen Farkas Felsőoktatási Digitális Tankönyvtár Archiválva 2007. augusztus 13-i dátummal a Wayback Machine-ben
- drgreene.com cikke a betegségről
- emedicine.com cikke a betegségről